# 旧ヒルトン邸

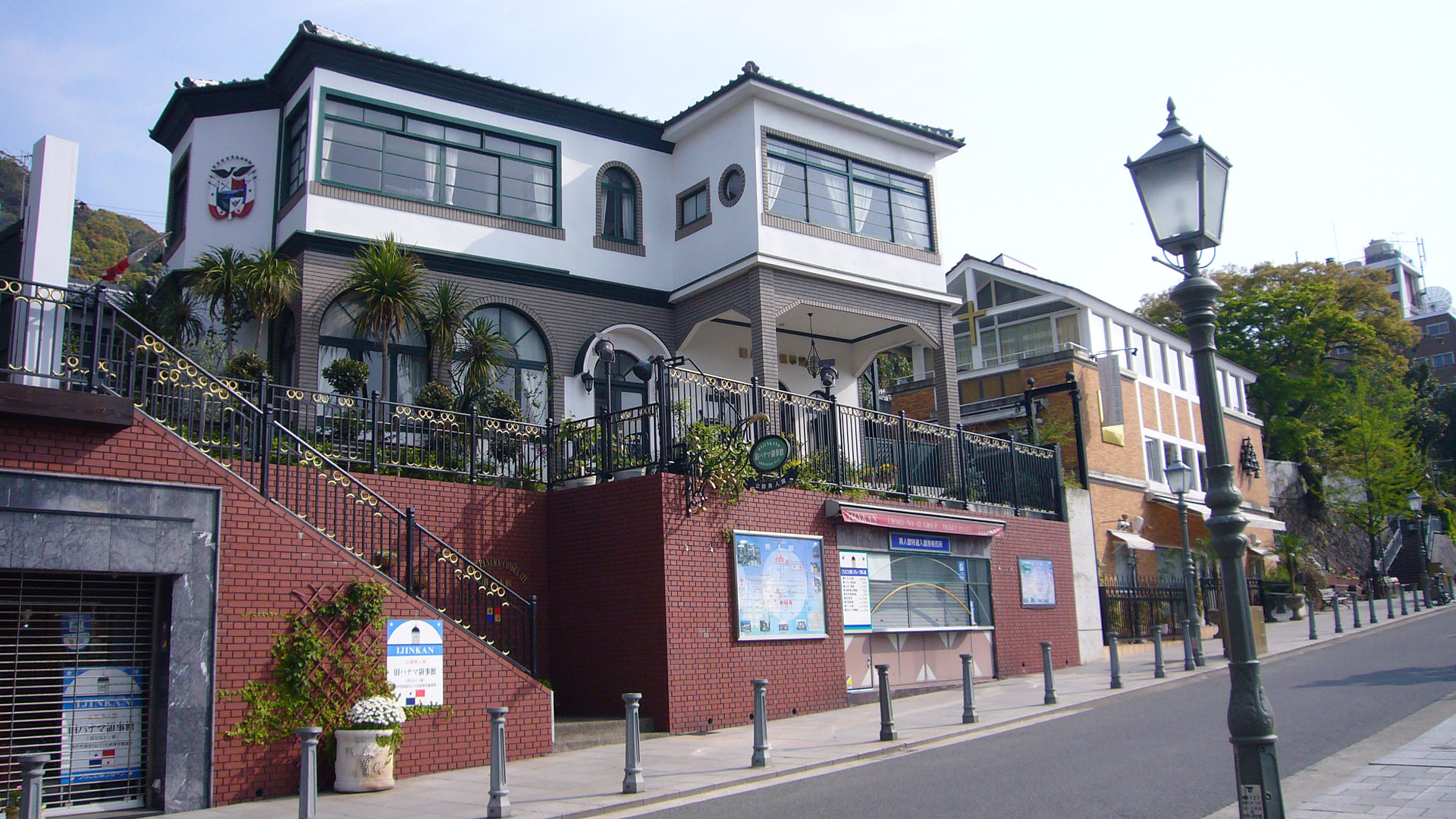
旧ヒルトン邸

旧ヒルトン邸（きゅうヒルトンてい）は兵庫県神戸市中央区にある西洋館。 旧パナマ領事館とも。北野・山本地区の伝統的建造物。

## 概要
明治時代後期にヒルトン氏の自邸として建設され、戦後パナマ領事館として使用された公開異人館。
北野通りに面する高い石垣の上に建っており、外観の意匠や色使いが現代的である。館内はパナマ領事館であった当時が再現されており、カルロス領事の執務室、ダイニング、ベッドルーム、ライブラリー、サンルーム等を公開。マヤやアンデスの土器・土偶等が随所に展示されている。

## 建築概要
- 竣工 -  明治時代後期
- 構造 - 主屋（木造、地上2階建、寄棟造、桟瓦葺）、2階建付属屋
- 所在地 - 〒650-0002 兵庫県神戸市中央区北野町2-10-5
- 備考 - 北野・山本地区の伝統的建造物

## 利用情報
- 開館時間 - 9:00～18:00
- 年中無休

## 交通アクセス
- 山陽新幹線　新神戸駅　徒歩15分
- JR　三ノ宮駅　徒歩20分
- 阪急　神戸三宮駅　徒歩20分
- 阪神　神戸三宮駅　徒歩20分
- 地下鉄西神・山手線　三宮駅　徒歩20分
- 地下鉄海岸線　三宮・花時計前駅　徒歩20分
- ポートライナー 三宮駅　徒歩20分

## 周辺情報
- 北野町山本通
  - 旧ドレウェル邸（ラインの館）
  - ベンの家
  - 旧フデセック邸（英国館）
  - 洋館長屋（仏蘭西館、旧ボシー邸）